# Made (Scarface)
Made è il decimo album in studio del rapper statunitense Scarface, pubblicato nel 2007.

## Tracce
1. Intro (featuring J. Prince]) – 1:07
2. Never – 3:00
3. Big Dogg Status (featuring Wacko) – 4:40
4. Girl You Know – 4:14
5. Burn (featuring Z-Ro) – 3:53
6. Go (featuring Nina) – 3:39
7. Dollar – 4:26
8. Boy Meets Girl (featuring Tanya Herron) – 3:58
9. Who Do You Believe In – 4:46
10. Git Out My Face – 3:23
11. Suicide Note – 4:08
12. Outro – 1:16

Bonus tracks
1. 'B' Word – 2:32
2. Crack – 4:18
3. Big Dogg Status (Remix) (featuring Lil Wayne, T.I. & Wacko) – 5:06